# Squadra Speciale Vienna
Squadra Speciale Vienna (titolo originale: SOKO Donau; in Germania: SOKO Wien) è una serie televisiva austro-tedesca prodotta dal 2005 da Bavaria Film e Satel Film e nata come uno dei tanti spin-off della serie Soko 5113. Interpreti principali sono Gregor Seberg, Stefan Jürgens, Lilian Klebow, Dietrich Siegl, Bruno Eyron, Lilian Klebow, Helmut Bohatsch, Maria Happel, Mona Seefried, Pia Baresch e Alma Asun.
La serie è trasmessa in Austria dall'emittente ORF e in Germania dall'emittente ZDF. In Austria, il primo episodio, intitolato Racheengel, è andato in onda in prima visione il 20 settembre 2005, mentre in Germania è andato in onda il 10 ottobre 2005.
In Italia, la serie è stata trasmessa in prima visione da Rai 3 a partire dal 4 giugno 2007.

## Trama
Protagonista della serie è una squadra di poliziotti di Vienna che lavora in un distretto situato in prossimità del Reichsbrücke.
In questa squadra si avvicendano, nel corso degli anni, Helmuth Nowak, Carl Ribarski, Franz Wohlfahrt e Christian Hennig.

## Episodi
| Stagione                 | Episodi | Prima TV Austria | Prima TV Italia |
| ------------------------ | ------- | ---------------- | --------------- |
| Prima stagione           | 10      | 2005             | 2007            |
| Seconda stagione         | 12      | 2006-2007        |                 |
| Terza stagione           | 12      | 2007             |                 |
| Quarta stagione          | 15      | 2008-2009        |                 |
| Quinta stagione          | 15      | 2009-2010        |                 |
| Sesta stagione           | 13      | 2010-2011        |                 |
| Settima stagione         | 14      | 2011-2012        |                 |
| Ottava stagione          | 16      | 2012-2013        |                 |
| Nona stagione            | 16      | 2013-2014        |                 |
| Decima stagione          | 16      | 2014-2015        |                 |
| Undicesima stagione      | 16      | 2015-2016        |                 |
| Dodicesima stagione      | 16      | 2016-2017        |                 |
| Tredicesima stagione     | 17      | 2017-2018        |                 |
| Quattordicesima stagione | 16      | 2018-2019        |                 |
| Quindicesima stagione    | 16      | 2019-2021        |                 |
| Sedicesima stagione      | 16      | 2021-2022        |                 |
| Diciassettesima stagione | 16      | 2022             |                 |